# Hey Hey What Can I Do
Hey Hey What Can I Do är en låt av Led Zeppelin på singeln Immigrant Song/Hey Hey What Can I Do från 1970. Låten är skriven av Robert Plant, Jimmy Page, John Paul Jones och John Bonham. Låten är den enda Led Zeppelin-låt som inte släpptes på ett album. Låten släpptes 1990 på CD Led Zeppelin Box Set. "Hey Hey What Can I Do" var med på Complete Studio Recordings 10 CD Boxed Set, som en av fyra bonusspår på Coda.